# Osečany
Osečany (en allemand : Wosetschan) est une commune du district de Příbram, dans la région de Bohême-Centrale, en République tchèque. Sa population s'élevait à 257 habitants en 2020.

## Géographie
Osečany se trouve à 5 km au nord de Sedlčany, à 32 km à l'est de Příbram et à 43 km au sud de Prague.
La commune est limitée par Radíč au nord, par Křečovice au nord-est et à l'est, par Prosenická Lhota au sud-est, par Sedlčany au sud et par Kňovice à l'ouest.

## Histoire
La première mention écrite de la localité date de 1383.

## Administration
La commune se compose de trois quartiers :
- Osečany
- Paseky
- Velběhy

## Transports
Par la route, Osečany se trouve à 5,5 km de Sedlčany, à 37 km de Příbram et à 62 km de Prague.